# 1989 w Wojsku Polskim
Kalendarium Wojska Polskiego 1989 – wydarzenia w Wojsku Polskim w 1989 roku.

## 1989
- w Sztabie Generalnym Wojska Polskiego pracowano nad nowym modelem SZ PRL wynikającym ze zmian wprowadzanych w wyniku decyzji politycznych[1]
- pierwsze prace studyjne nad nowym planem mobilizacyjnym SZ PRL[1]
- analiza skutków społecznych, ekonomicznych i militarnych zmian wprowadzanych w siłach zbrojnych[1]
- dowódca 5 Saskiej Dywizji Pancernej płk dypl. Leon Komornicki oraz dowódca 27 Pułku Czołgów Mieczysław Stachowiak otrzymali Srebrny Medal „Opiekun Miejsc Pamięci Narodowej”[2]

## Styczeń
10 stycznia
- spotkania środowiskowe z przedstawicielami kierownictwa Ministerstwa Obrony Narodowej na temat zmian organizacyjnych w SZ PRL[1]

## Luty
4 lutego

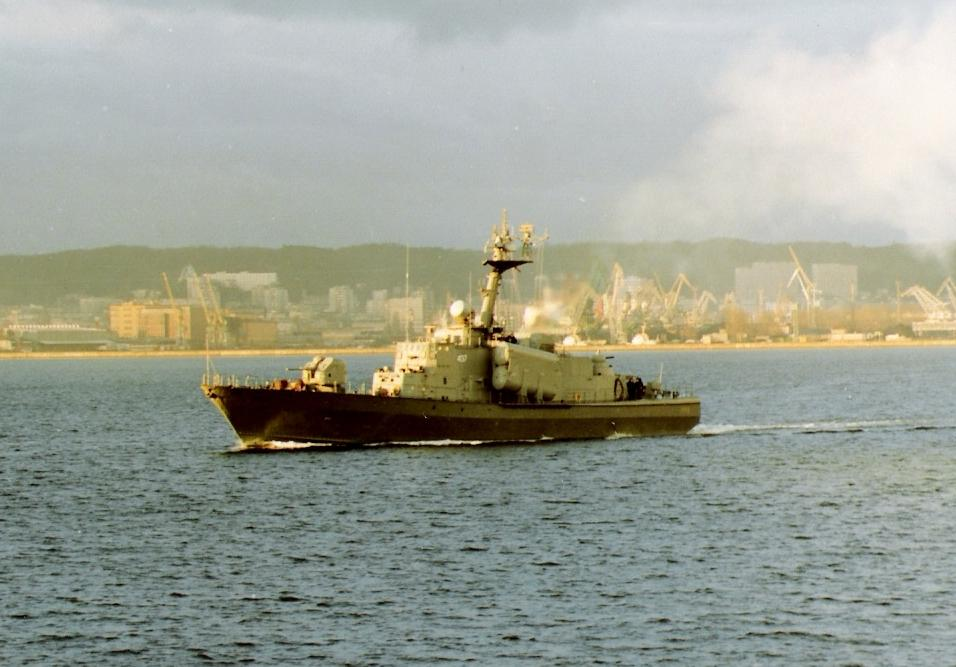
ORP „Rolnik”

- wejście do służby korwety rakietowej ORP „Rolnik”
- spotkanie w Moskwie ministrów obrony Układu Warszawskiego na temat reorganizacji SZ PRL i nadania im charakteru obronnego

## Marzec
3 marca
- rozformowano 1 szkolny pułk samochodowy w Oleśnicy

4 marca
- rozformowano 13 pułk czołgów i 60 pułk czołgów[1]

9 marca
- ukazał się wywiad ministra obrony narodowej na temat zmian organizacyjnych w SZ PRL[1]

## Kwiecień
6 kwietnia
- Pod przewodnictwem głównego inspektora OT, gen. broni J. Skalskiego, odbyła się w Warszawie doroczna odprawa dowódców jednostek obrony terytorialnej i wojsk obrony wewnętrznej. Omówiono założenia przeformowania brygad i pułków OT w oddziały Obrony Cywilnej[3].

9 kwietnia
- Do Namibii odleciała przeszło 100-osobowa grupa żołnierzy Wojska Polskiego pod dowództwem ppłk K. Giłeja. Będą oni pełnić służbę w polskim kontyngencie wojskowym UNTAG[b][3].

12–13 kwietnia
- Układ Warszawski zaproponował Paktowi Północnoatlantyckiemu rozpoczęcie odrębnych rokowań w sprawie stopniowej redukcji – a następnie likwidacji taktycznej broni jądrowej w Europie. Propozycję zgłosił Komitet Ministrów Spraw Zagranicznych Państw–Stron Układu Warszawskiego na zakończenie swych dwudniowych obrad w Berlinie. Komitet przyjął m.in. – z inicjatywy Polski – apel "O świat bez wojen"[3].

13 kwietnia
- Ambasador Królestwa Szwecji, J. Ch. Oberg, wraz z attaché lotniczym przy Ambasadzie Szwecji w Warszawie, płk J. Bergiem, złożył wizytę w 6 Pomorskiej Brygadzie Powietrznodesantowej[3].
- do Namibii odleciała kolejna, przeszło 100-osobowa grupa żołnierzy Wojska Polskiego, dowodzona przez kpt. J. Wilczka. Wejdą oni w skład polskiego kontyngentu wojskowego UNTAG[3].

18 kwietnia
- W Warszawie zebrała się grupa inicjatywna powołania obywatelskiego komitetu ds.historycznego wzbogacenia tradycji orężnych na Grobie Nieznanego Żołnierza. Upoważniono gen. bryg. pil. Stanisława Skalskiego, aby zwrócił się do osób prywatnych oraz organizacji politycznych i społecznych z prośbą o wzięcie udziału w pracach komitetu.
- W Grobie Nieznanego Żołnierza i w pomniku na Cmentarzu Powązkowskim złożono urny z ziemią katyńską[3].

22 kwietnia
- W Warszawie odbyła się XIV centralna narada racjonalnego gospodarowania sił zbrojnych. Przewodniczył minister obrony narodowej, gen. armii Florian Siwicki[3].

24 kwietnia
- W Warszawie spotkali się delegaci na X Zjazd PZPR reprezentujący organizacje partyjne okręgów wojskowych i rodzajów sił zbrojnych[3].

25 kwietnia
- W Warszawie zmarł Olgierd Zarzycki, żołnierz Armii Krajowej, kawaler Virtuti Militari[4]

26 kwietnia
- W Warszawie obradowała Wojskowa Rada Naukowo-Techniczna Zjednoczonych Sił Zbrojnych Układu Warszawskiego. Przewodniczących delegacji przyjął minister obrony narodowej PRL, gen. armii Florian Siwicki[3].
- W Warszawie zmarł Michał Burhardt ps. „Wiór”, dowódca II batalionu 72 Pułku Piechoty AK, kawaler Virtuti Militari[5].

30 kwietnia
- W Warszawie zmarł pułkownik Wiesław Załuski ps. „Kmicic”, żołnierz Batalionu im. Czwartaków, kawaler Virtuti Militari[6].

## Maj
3 maja
- w Polsce przebywali przedstawiciele Paktu Północnoatlantyckiego. Delegację przyjął szef Sztabu Generalnego gen. broni Józef Użycki. Omawiano zagrożenia militarne i bezpieczeństwo międzynarodowe. Mówiono o strukturach organizacyjnych i wielkościach sił zbrojnych budowanych zgodnie z narodową i sojuszniczą doktryną obronną. Delegacja odwiedziła też 5 Kołobrzeski Pułk Zmechanizowany im. Otokara Jarosza w Szczecinie[3].

7 maja
- w porcie Marynarki Wojennej na Oksywiu pożegnano okręt flagowy MW ORP "Warszawa", wychodzący z wizytą do Londynu. Rejsem dowodził szef sztabu Marynarki Wojennej kontradm. Romuald Waga[3].

14 maja
- w Szczecinku odbył się zjazd byłych żołnierzy 47 pułku piechoty. Duża grupa żołnierzy pułku osiedliła się w tym regionie[3].

8 maja
- w 12 Dywizji Zmechanizowanej im. Armii Ludowej, z okazji 44 rocznicy wyzwolenia Czechosłowacji przebywał attaché wojskowy i lotniczy przy Ambasadzie CSRS w Warszawie, gen. płk M. Zika[3]

11 maja
- żołnierze warszawskiego zgrupowania WOP przekazali do Muzeum Wojska Polskiego w Warszawie płytę – akt erekcyjny wydany w 1784 roku przez króla Stanisława Augusta Poniatowskiego jako pozwolenie na budowę przy ul. Gęsiej koszar konnej artylerii. Zabytek odnalazł szer. K. Mączka.
- we Wrocławiu sejmowe komisje Obrony Narodowej oraz Edukacji i Młodzieży rozpatrzyły koncepcje zmian w systemie szkolenia wojskowego i obronnego studentów. Najistotniejsze zmiany dotyczyły skrócenia przeszkolenia absolwentów z 12 do 5 miesięcy[3]

17 maja
- Sejm PRL uchwalił ustawę o ustanowieniu Krzyża Czynu Bojowego Polskich Sił Zbrojnych na Zachodzie[3]
- w 1 Praskim pułku zmechanizowanym w Wesołej przebywali attachés wojskowi, morscy i lotniczy akredytowani w Warszawie. Dyplomaci wojskowi zapoznali się z historią najstarszej jednostki Wojska Polskiego[3].

21 maja
- odbyło się posiedzenie Komitetu Obrony Kraju. Wytyczono kierunki dalszych prac nad nowelizacją doktryny obronnej PRL. Oceniano perspektywy rozmów wiedeńskich w sprawie rozbrojenia i redukcji sił zbrojnych w Europie. Wyrażono poparcie dla radzieckich inicjatyw rozbrojeniowych[3].

22–24 maja
- w Berlinie pod przewodnictwem naczelnego dowódcy zjednoczonych sił zbrojnych, gen. armii P. Łuszewa, odbyło się kolejne posiedzenie Rady Wojskowej Układu Warszawskiego. Rada oceniała działalność zjednoczonych sił zbrojnych przy jednoczesnym funkcjonowaniu doktryny wojennej UW i narodowych doktryn wojennych[3].

26 maja
- dowództwo XXXII zmiany polskiego kontyngentu wojskowego sił zbrojnych ONZ w Syrii przyjął I zastępca szefa Głównego Zarządu Politycznego, wiceadm. Ludwik Dutkowski. Dowódcą grupy żołnierzy wystawionej przez POW był ppłk J. Kubisz[3].

## Czerwiec
1 czerwca
- minister spraw wewnętrznych, gen. armii Czesław Kiszczak, podjął decyzję rozformowaniu do końca 1990 roku pięciu brygad, jednego pułku zmotoryzowanego, jednego samodzielnego batalionu, piętnastu batalionów pozostających w strukturze organizacyjnej jednostek oraz trzydziestu mniejszych pododdziałów typu strażnica, kompania i eskadra[3].

2 czerwca
- słuchacze II roku Wydziału Nauk Politycznych WAP, wykładowcy i grupa pracowników WIH odbyli podróż wojskowo-historyczną "Szlakiem walk 1 Frontu Ukraińskiego i 2 Armii Wojska Polskiego". Trasa wiodła przez Polskę, NRD i Czechosłowację,Rothenburg, Niesky, Goda, Klein-Welke, Konigswartha, Kamenz, Crostwitz, Zandrow, Mielnik, Wecin[3].

5 czerwca
- w Warszawie zmarł w wieku 64 lat wiceminister obrony narodowej, Główny Kwatermistrz Wojska Polskiego gen. broni Włodzimierz Oliwa.

8 czerwca
- odbyło się posiedzenie Rady Wojskowej Ministerstwa Obrony Narodowej, na którym omówiono przebieg procesu restrukturyzacji sił zbrojnych oraz sprawy związane z udziałem elektoratu wojskowego w pierwszej i drugiej turze kampanii wyborczej do Sejmu i Senatu. Stwierdzono, iż: Głównym zadaniem sił zbrojnych pozostaje niezmiennie służenie narodowi i zapewnienie bezpieczeństwa i pokojowego rozwoju PRL. Jednocześnie będą one aktywnie uczestniczyć w realizacji reform i demokratycznych przeobrażeń życia społecznego[3].

9–12 czerwca
- w Gdyni przebywał niszczyciel brytyjskiej Królewskiej Marynarki Wojennej HMS "Bristol". Rejsem dowodził dowódca flotylli, wiceadm. John Francis Coward, okrętem – kmdr Peter Franklyn[3].

15 czerwca
- mieszkańcy Świdnicy pożegnali samodzielny batalion samochodowy Armii Radzieckiej, który opuścił Polskę w ramach procesu wycofywania jednostek radzieckich z terytoriów państw socjalistycznych[3].

17 czerwca
- Zmarła Lidia Strzelecka z domu Kowalczyk ps. „Akne”, podpułkownik w st. spocz., sanitariuszka kompanii „Pegaz” i Batalionu „Parasol” w czasie powstania warszawskiego, odznaczona m.in. Krzyżem Srebrnym Orderu Virtuti Militari i Krzyżem Walecznych (dwukrotnie), lekarz neurolog, żona Krystyna Strzeleckiego[7].

18 czerwca
- odbyła się druga tura wyborów do Sejmu i Senatu PRL. Wojsko reprezentowane było w Sejmie przez ośmiu przedstawicieli. Byli to: gen. bryg. Tadeusz Jemioło (okręg nr 47 w Szczecinku), kontradm. Piotr Kołodziejczyk (okręg nr 22 w Gdyni), płk lek. Józef Błaszczyk (okręg nr 108 w Żarach), płk prof. dr hab. med. Henryk Chmielewski (okręg nr 7 w Warszawie), płk inż. Czesław Kosiński (okręg nr 57 w Puławach), płk dypl. pil. Zenon Kułaga (okręg nr 72 w Pile), płk prof. dr hab. inż. Zbigniew Puzewicz (okręg nr 48 w Koszalinie), płk dr med. Ryszard Zieliński (okręg nr 50 w Krakowie)[3].

22 czerwca
- minister edukacji narodowej J. Fisiak. pożegnał oficerów pełniących funkcje wicekuratorów oświaty i wychowania ds. obronnych. Z dniem 1 września stanowiska te uległy likwidacji[3].

24 czerwca
- minister obrony narodowej, gen. armii Florian Siwicki, spotkał się z kadrą garnizonu Nysa. W czasie spotkania rozmawiano o restrukturyzacji[3].

25 czerwca
- w Wojskowej Akademii Medycznej im. gen. dyw. B. Szareckiego odbyła się promocja. Promował główny inspektor OT, gen. broni Jerzy Skalski[3].

26 czerwca
- Rada Państwa nadała tytuły naukowe profesora. Tytuł profesora zwyczajnego otrzymał m.in. płk S. Barcikowski. Tytuły profesora nadzwyczajnego otrzymali m.in.: płk Z. Kołodziejak, płk W. Friedensberg, płk T. Piecuch i P. Matusak[3].

27 czerwca
- z przedstawicielami 22 państw, sygnatariuszy Aktu Końcowego Konferencji Bezpieczeństwa i Współpracy w Europie, obserwatorami wojskowymi ćwiczenia " p.k. "Orion 89", we Wrocławiu, spotkał się kierownik ćwiczenia – gen. dyw. Henryk Szumski[3].

## Lipiec
8–9 lipca
- w Bukareszcie obradował Doradczy Komitet Polityczny Państw Stron Układu Warszawskiego. Przyjęto oświadczenie "O stabilną i bezpieczną Europę, wolną od broni jądrowej i chemicznej, o istotne redukcje sił zbrojnych, zbrojeń i wydatków wojskowych"[8].

19 lipca
- Zgromadzenie Narodowe wybrało gen. armii Wojciecha Jaruzelskiego na urząd prezydenta RP. W oświadczeniu złożonym w parlamencie Wojciech Jaruzelski powiedział, że pragnie być prezydentem porozumienia, reprezentantem wszystkich Polaków[8].

27 lipca-4 sierpnia
- na zaproszenie Połączonego Komitetu Szefów Sztabów Sił Zbrojnych Stanów Zjednoczonych przebywała w USA delegacja Wojska Polskiego, której przewodniczył gen. broni dr Antoni Jasiński. Omówiono wstępne warunki polsko-amerykańskiej współpracy w dziedzinie badań historyczno-wojskowych. Członkowie delegacji spotkali się w Kongresie z szefami kilku komisji Izby Reprezentantów oraz z przewodniczącym Senackiej Komisji Sił Zbrojnych. Delegacja Wojska Polskiego odwiedziła uczelnie wojskowe – Uniwersytet Obrony Narodowej i Akademię Wojskową West Point[1][8].

## Sierpień
3 sierpnia
- do Gdyni powrócił okręt szkolny Akademii Marynarki Wojennej ORP "Iskra". Okręt uczestniczył w operacji "Żagiel 89"[8]

4 sierpnia
- minister obrony narodowej, gen. armii Florian Siwicki, przyjął szefa Sztabu Zjednoczonych Sił Zbrojnych Układu Warszawskiego, gen. armii W. Łobowa. Omówiono toczące się rokowania rozbrojeniowe z uwzględnieniem sytuacji wojskowo-politycznej w Europie

23 sierpnia
- Ośrodek Szkolenia Specjalistów Samochodowych w Tomaszowie Mazowieckim otrzymał imię mjr. Henryka Dobrzańskiego "Hubala"[8][9]

24–26 sierpnia
- w Warszawie odbyło się spotkanie emerytowanych generałów i admirałów NATO i UW - członków Ruchu "Generałowie i admirałowie na rzecz pokoju i rozbrojenia". W spotkaniu udział wzięli przedstawiciele: Bułgarii, Kanady, Czechosłowacji, W. Brytanii, NRD, Grecji, Węgier, Włoch, Holandii, Polski, Portugalii, Rumunii, USA i Związku Radzieckiego. Było ono poświęcone głównie 50 rocznicy wybuchu II wojny światowej, a ponadto działaniom tego ruchu w perspektywie roku 2000. Przed rozpoczęciem merytorycznych rozmów uczestnicy spotkania złożyli wiązankę kwiatów na Grobie Nieznanego Żołnierza[3]

27 sierpnia
- Rozkazem Ministra Obrony Narodowej[3]:

6 Pomorska Brygada Powietrznodesantowa otrzymała imię gen. bryg. Stanisława Franciszka Sosabowskiego.
jednostka podhalańczyków otrzymała imię 5 Pułku Strzelców Podhalańskich
3 Pułk Zabezpieczenia Dowództwa MW otrzymał nazwę 1 Morskiego Pułku Strzelców i imię płk. Stanisława Dąbka
73 Pułk Czołgów otrzymał imię Ułanów Karpackich
- odbyły się promocje absolwentów wyższych szkół oficerskich[3].

absolwentów WSOWOPlot promował minister obrony narodowej gen. armii Florian Siwicki
w WSOWZmech – gen. broni Antoni Jasiński
w WSOWPanc – gen. dyw. Mieczysław Dachowski
w WSOWRiA – gen. dyw. Stanisław Żak
w WSOWlnż – gen. dyw. Zdzisław Stelmaszuk
w WSOWŁ – gen. bryg. Edmund Bołociuch
w WOSS – gen. dyw. Zbigniew Blechman
w WSOSKwat – gen. dyw. Henryk Szumski
w WOSR – gen. bryg. Tadeusz Jemioło
oficerów Wojsk Ochrony Pogranicza – gen. dyw. Feliks Stramik

## Wrzesień
4 września
- gen. dyw. Henryk Szumski przestał dowodzić Śląskim Okręgiem Wojskowym; nowym dowódcą został gen. dyw. Tadeusz Wilecki

9 września-13 września
- Flagowy okręt Marynarki Wojennej ORP "Warszawa" przebywał z wizytą w Szwecji z okazji 50 rocznicy internowania polskich okrętów podwodnych: "Ryś", "Żbik" i "Sęp"[8].

11 września
- na wniosek Ministra Obrony Narodowej, Prezydent RP powołał[8]:

na stanowiska dowódców okręgów:
Pomorskiego Okręgu Wojskowego – gen. bryg. Zbigniewa Zalewskiego
Śląskiego Okręgu Wojskowego – gen. bryg. Tadeusza Wileckiego
Warszawskiego Okręgu Wojskowego – gen. dyw. Zdzisława Stelmaszuka
na stanowisko dowódcy Wojsk Lotniczych – gen. bryg. dr. Jerzego Gotowałę
- Prezydent RP zaakceptował wyznaczenie na stanowisko:

głównego kwatermistrza Wojska Polskiego – gen. dyw. Jana Kuriatę
I zastępcę szefa Sztabu Generalnego – gen. dyw. Henryka Szumskiego
szefa Głównego Zarządu Szkolenia Bojowego Wojska Polskiego – gen. bryg. Edmunda Bołociucha
zastępcę szefa Sztabu Generalnego Wojska Polskiego ds. operacyjnych – gen. bryg. Franciszka Puchałę
12 września
- Sejm PRL powołał rząd premiera Tadeusza Mazowieckiego. Ministrem obrony narodowej został gen. armii Florian Siwicki, ministrem spraw wewnętrznych i wicepremierem – gen. broni Czesław Kiszczak[8].

22 września
- w Bydgoszczy odbyło się posiedzenie Rady Wojskowej POW, w którym uczestniczył minister obrony narodowej, gen. armii Florian Siwicki. Podczas posiedzenia gen. dyw. Zbigniew Blechman przekazał obowiązki dowódcy Pomorskiego Okręgu Wojskowego gen. dyw. Zbigniewowi Zalewskiemu[8].

22–29 września
- w Rydze przebywał zespół okrętów Marynarki Wojennej w składzie: ORP "Warszawa", ORP "Grunwald" i ORP "Lenino". Dowodził zastępca dowódcy MW, kmdr R. Łukasik[8].

30 września
- rozformowano 15 Pułk Wojsk Obrony Wewnętrznej im. Ziemi Opolskiej w Prudniku[1][8]

## Październik
1 października
- żołnierze zawodowi przestali nosić oznaki rozpoznawcze rodzajów sił zbrojnych, wojsk i służb. Nie dotyczyło to oznak organizacyjnych 1 Warszawskiej Dywizji Zmechanizowanej, 6 PBPD, 7 Brygady Desantowej, jednostek podhalańskich oraz pododdziałów stołecznej Komendy Garnizonu[8].

2–5 października.
- w Warszawie trwało posiedzenie Rady Wojskowej Zjednoczonych Sił Zbrojnych Państw-Stron Układu Warszawskiego. Na posiedzeniu dokonano analizy wyników szkolenia wojsk oraz wytyczono zadania na nadchodzący rok szkoleniowy.Przewodniczył naczelny dowódca Zjednoczonych Sił Zbrojnych, gen. armii P. Łuszew[8].

9 października
- odbyło się posiedzenie Rady Wojskowej Ministerstwa Obrony Narodowej i kierowniczej kadry MSW. Omówiono problemy obu resortów na tle sytuacji społeczno-ekonomicznej kraju. Poinformowano o prowadzonej w siłach zbrojnych restrukturyzacji. Przewodniczył prezydent Wojciech Jaruzelski. W obradach wziął udział premier Tadeusz Mazowiecki[8].
- w Belwederze prezydent Wojciech Jaruzelski wręczył akty mianowania na stopnie generalskie. Mianowani zostali[8]: na stopień gen. broni Roman Paszkowski, wiceadmirała – Piotr Kołodziejczyk, na gen. dyw. – Edmund Bołciuch, Henryk Dankowski, Zbigniew Michalski, Franciszek Puchała i Zenon Trzciński, na gen. bryg. – B. Balcerowicz, Edward Hyra, Adam Jaworski, Leon Komornicki, Zbigniew Lewandowski, Marek Ochocki, Zbigniew Pocheć, Roman Pusiak i Zdzisław Wewer

12 października
- W związku z rozformowaniem 2 Warszawskiej Dywizji Zmechanizowanej im. Jana Henryka Dąbrowskiego odbyła się w Nysie uroczystość przekazania sztandarów jednostek do Muzeum Wojska Polskiego[8]

14–16 października
- przebywał w Polsce dyrektor Departamentu Strategii i Planowania w połączonym Sztabie Sił Zbrojnych USA gen. por. C. L. Butler. Gość odwiedził Akademię Sztabu Generalnego, żołnierzy 6 Pomorskiej Brygady Powietrznodesantowej, 1 Praskiego pułku zmechanizowanego oraz Wyższą Oficerską Szkołę Lotniczą. Gen. Butlera przyjął minister obrony narodowej, gen. armii Florian Siwicki, oraz szef Sztabu Generalnego Wojska Polskiego, gen. broni Józef Użycki

20 października
- na Cmentarzu Komunalnym (d. Wojskowym) w Warszawie odbył się pogrzeb marszałka Polski Michała Roli-Żymierskiego[8].

30 października
- na ostatniej zbiórce stanęli żołnierze Nadbużańskiej Brygady WOP. Odcinek granicy ochraniany przez Nadbużańską Brygadę WOP przejęły sąsiednie jednostki WOP[8].

## Listopad
- rozwiązana została Lubuska Brygada WOP, a Batalion Gubin i Graniczny Punk Kontroli weszły w struktury Łużyckiej Brygady WOP[10]

20 listopada
- w ramach restrukturyzacji Wojska Polskiego na ostatniej zbiórce stanęli żołnierze 23 pułku czołgów średnich w Słubicach, 11 pułku zmechanizowanego w Krośnie Odrzańskim, 3 pułku czołgów średnich w Żaganiu i 24 Drezdeńskiego pułku czołgów średnich w Stargardzie Szczecińskim. Sztandary rozformowanych pułków przekazano do Muzeum Wojska Polskiego[8].

21 listopada
- 3 Pomorski lotniczy pułk szkolno-bojowy otrzymał sztandar ufundowany przez miejscowe społeczeństwo[8].

26 listopada
- w Dęblinie odbyła się uroczysta promocja oficerów. Aktu mianowania dokonał szef Sztabu Generalnego Wojska Polskiego, wiceminister obrony narodowej gen. broni Józef Użycki[8].

27 listopada
- Główny Zarząd Polityczny Wojska Polskiego przeformowano na Główny Zarząd Wychowawczy Wojska Polskiego będący instytucją centralną Ministerstwa Obrony Narodowej[8].

28 listopada
- kolejna delegacja Wojska Polskiego wyjechała do Stanów Zjednoczonych[1]
- wydano zarządzenie w sprawie sformowania Ośrodka Szkolenia WOP w Krośnie Odrzańskim[11]

## Grudzień
1 grudnia.
- Obradował Komitet Obrony Kraju. Komitet rozpatrzył doktrynę obronną PRL. Obradom przewodniczył prezydent PRL – zwierzchnik sił zbrojnych, gen. armii Wojciech Jaruzelski. W posiedzeniu uczestniczyli: prezes Rady Ministrów jako I zastępca przewodniczącego Komitetu, minister obrony narodowej, wiceprezesi Rady Ministrów – minister spraw wewnętrznych i minister finansów jako zastępcy przewodniczącego oraz członkowie Komitetu: marszałkowie Sejmu i Senatu, minister stanu, minister spraw zagranicznych, minister transportu i gospodarki morskiej, szef Kancelarii Prezydenta, zastępca ministra obrony narodowej ds. ogólnych, szef Sztabu Generalnego, I zastępca ministra spraw wewnętrznych i sekretarz Komitetu[8].

11 grudnia
- w Moskwie odbyła się narada szefów sztabów generalnych celem przygotowania się do seminarium w Wiedniu poświęconego doktrynom wojennym w ramach rokowań w sprawie środków budowy zaufania i bezpieczeństwa w Europie. Wojsko Polskie reprezentował szef Sztabu Generalnego, gen. broni Józef Użycki[8].

15 grudnia
- rozformowano Centrum Doskonalenia Oficerów w Rembertowie[1]

17 grudnia
- Pomorska Brygada WOP otrzymała Krzyż Komandorski OOP[8]

19 grudnia
- wprowadzono poprawkę do "Regulaminu służby wewnętrznej" – zobowiązując żołnierzy Wojska Polskiego do oddawania honorów wojskowych jako pierwszym, bez względu na stopień wojskowy, wszystkim legionistom oraz weteranom powstań śląskich i wielkopolskiego, występujących w mundurach wojskowych lub historycznych[12]

26 grudnia
- Prezydent PRL odwołał wiceadm. Piotra Kołodziejczyka ze stanowiska dowódcy Marynarki Wojennej i powołał go na stanowisko szefa Głównego Zarządu Wychowawczego Wojska Polskiego. Dowódcą Marynarki Wojennej został dotychczasowy szef Sztabu MW kontradm. R. Waga. Obowiązki szefa Sztabu Marynarki Wojennej powierzył kmdr. R. Łukasikowi. Ze stanowiska szefa Głównego Zarządu Wychowawczego odwołany został gen. broni Tadeusz Szaciło, a ze stanowiska I zastępcy szefa Głównego Zarządu Wychowawczego – wiceadm. L. Dutkowski.

28 grudnia
- podczas odprawy kierowniczej kadry uczelni gen. dyw. Władysław Polański przekazał obowiązki komendanta Wojskowej Akademii Politycznejgen. bryg. prof. Mieczysławowi Michalikowi[8].

29 grudnia
- w Głównym Zarządzie Wychowawczym Wojska Polskiego nastąpiło przekazanie obowiązków. Szefem Głównego Zarządu Wychowawczego Wojska Polskiego został wiceadmirał Piotr Kołodziejczyk, I zastępcą szefa Głównego Zarządu Wychowawczego Wojska Polskiego – gen. bryg T. Kojder i szef Zarządu I Głównego Zarządu Wychowawczego Wojska Polskiego – gen. bryg. Mirosław Hermaszewski[8].